# River Lady
River Lady é um filme de faroeste estadunidense de 1948 dirigido por George Sherman e estrelado por Yvonne De Carlo e Dan Duryea.

## Elenco
- Yvonne De Carlo como Sequin
- Dan Duryea como Beauvais
- Rod Cameron como Dan Corrigan
- Helena Carter como Stephanie Morrison
- Lloyd Gough como Mike Riley
- Florence Bates como Ma Dunnegan
- John McIntire como H.L. Morrison
- Jack Lambert como Swede
- Esther Somers como Sra. Morrison
- Anita Turner como Esther
- Edmund Cobb como Rider
- Dewey Robinson como Bouncer
- Eddy Waller como Hewitt
- Milton Kibbee como Limpy
- Billy Wayne como Dealer